# Minisukně

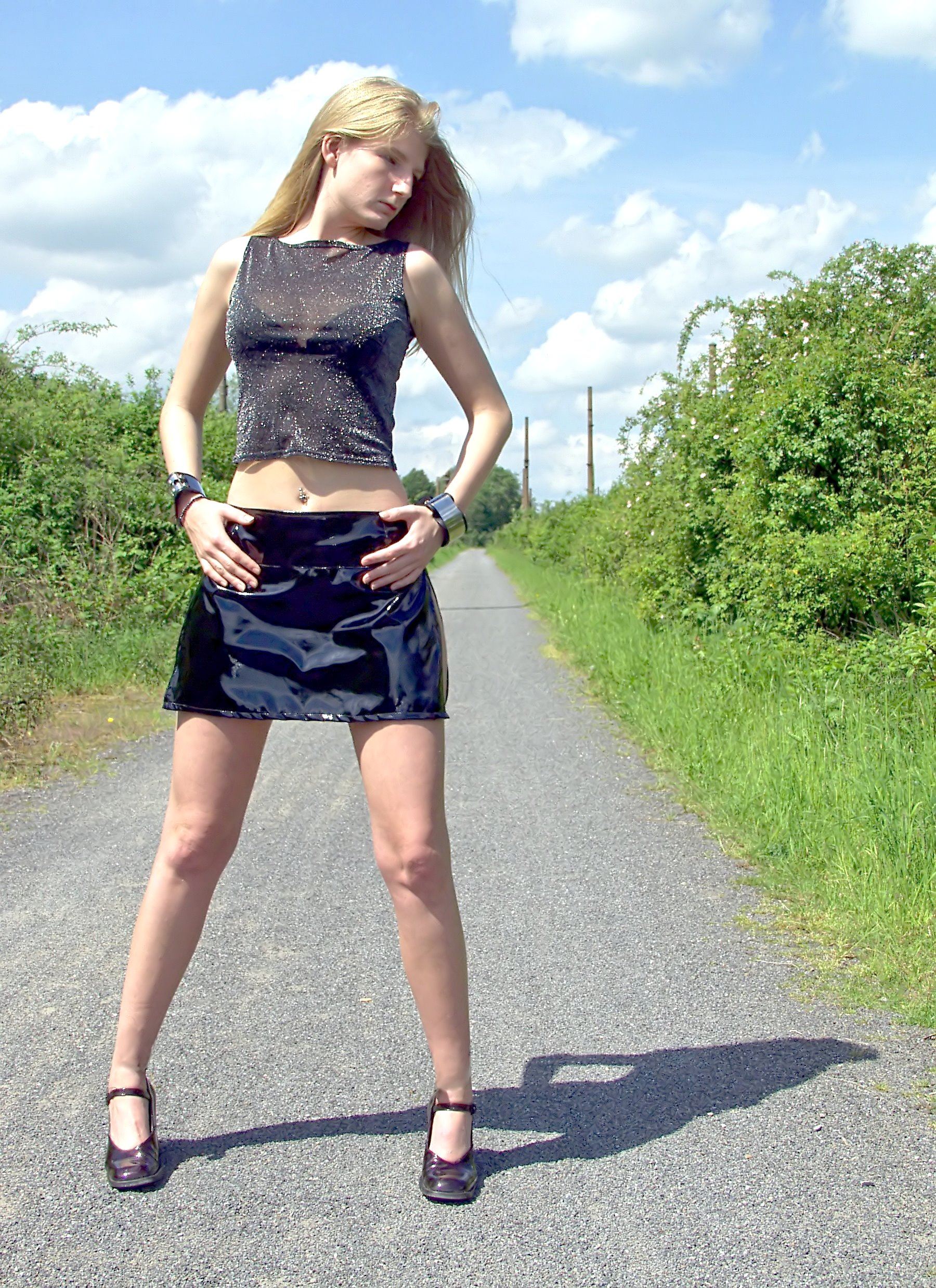
Modelka v minisukni

Minisukně je krátká sukně, kterou nosí převážně ženy. Jako módní prvek se široce začala používat v 60. letech 20. století.

## Historie a tvůrci

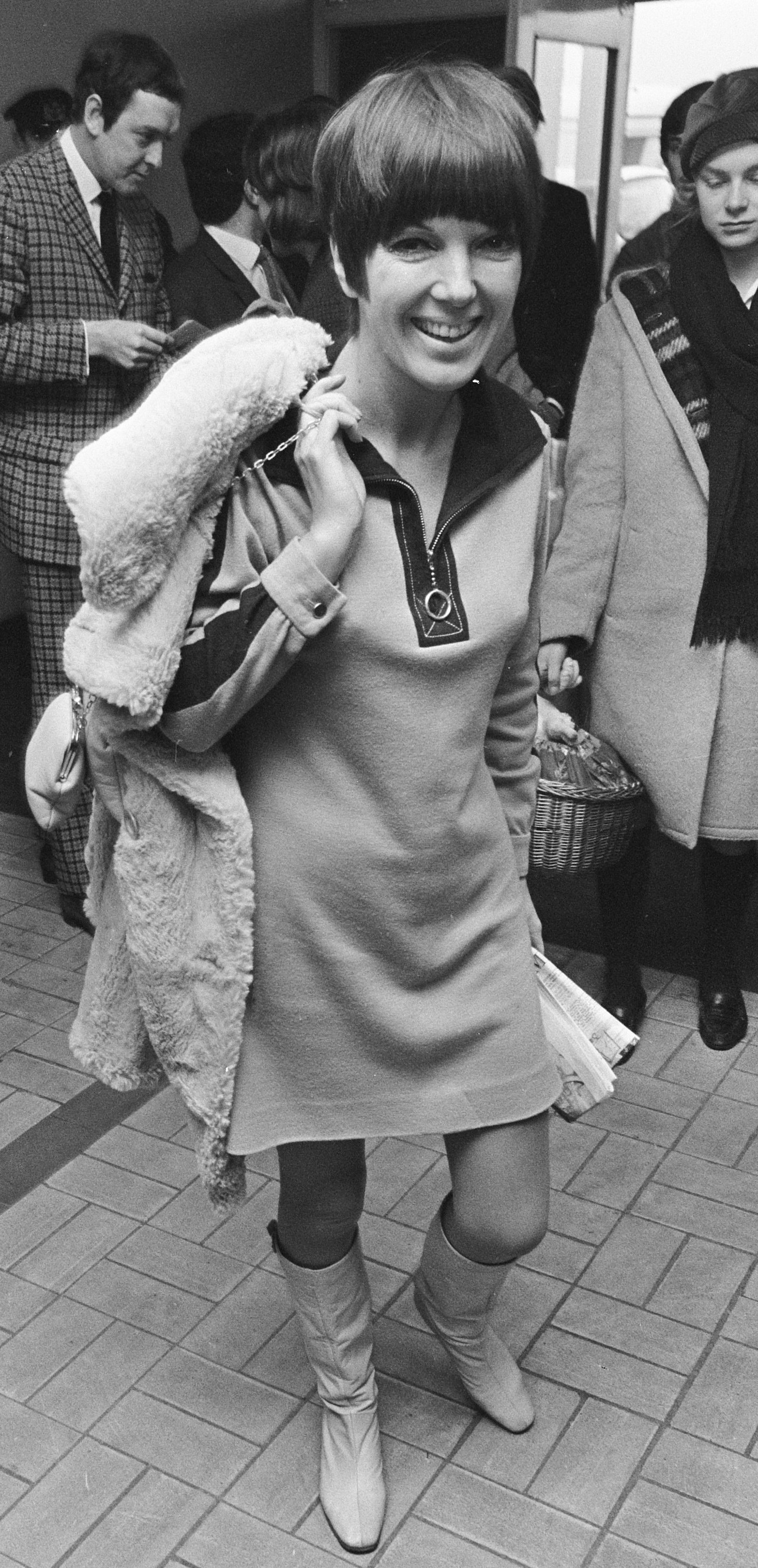
Mary Quantová v jí navržených minišatech (1966)

Krátké sukně (ještě bez názvu minisukně) se objevovaly již před 60. lety 20. století, ale nikoliv jako běžný módní doplněk. Nosila je při svých vystoupeních např. tanečnice a zpěvačka Josephine Bakerová nebo krasobruslařka Sonja Henie.
Za tvůrce minisukní v 60. letech 20. století jsou považováni londýnská módní návrhářka Mary Quantová a Pařížan André Courrèges. Neexistuje jednoznačná shoda, komu z nich lze připsat prvenství.

## Původ názvu
O Mary Quantové se traduje, že výraz mini použila podle svého oblíbeného automobilu Austin Rover Mini.

## Popis
Minisukně bývá kratší, než vzdálenost od kolen k pasu. Existují různé střihy, barvy a látky ze kterých může být vyrobena. K minisukni se mohou nosit jakákoliv trička i halenky, jako boty se mohou nosit např. balerínky, dámské lodičky apod. Minisukni lze kombinovat s teniskami a jinými sportovně laděnými oděvními doplňky – v chladných obdobích se může jednat například o dlouhé punčochy nebo o punčocháče doplněné vysokými botami. 
Minisukně není vhodná na společenské akce (například do divadla, na plesy apod.). Tam se doporučují šaty.